# Виноградов, Евгений Валерьевич
Евге́ний Вале́рьевич Виногра́дов (укр. Євген Валерійович Виноградов; род. 30 апреля 1984, Васильков, Киевская область) — украинский легкоатлет, специалист по метанию молота. Выступал за сборную Украины по лёгкой атлетике в 2001—2016 годах, обладатель серебряной медали Всемирных военных игр, многократный победитель и призёр первенств национального значения, участник двух летних Олимпийских игр.

## Биография
Евгений Виноградов родился 30 апреля 1984 года в городе Василькове Киевской области Украинской ССР.
Окончил факультет компьютерных информационных технологий Тернопольского национального экономического университета.
Впервые заявил о себе в лёгкой атлетике на международном уровне в сезоне 2001 года, когда вошёл в состав украинской национальной сборной и выступил в метании молота на юношеском мировом первенстве в Дебрецене.
В 2003 году в той же дисциплине стал седьмым на юниорском европейском первенстве в Дебрецене.
В 2005 году с результатом 68,65 метра занял шестое место на молодёжном европейском первенстве в Эрфурте.
В 2007 году впервые одержал победу на чемпионате Украины (впоследствии выигрывал украинский национальный чемпионат ещё четыре раза). Будучи студентом, представлял Украину на Универсиаде в Бангкоке, но здесь провалил все три свои попытки, не показав никакого результата. Также в этом сезоне отметился выступлением на чемпионате мира в Осаке, где метнул молот на 73,87 метра и в финал не вышел.
В июле 2008 года на соревнованиях в Киеве установил свой личный рекорд в метании молота — 80,58 метра. Благодаря череде удачных выступлений удостоился права защищать честь страны на летних Олимпийских играх в Пекине — в программе метания молота на предварительном квалификационном этапе показал результат 74,49 метра, чего оказалось недостаточно для выхода в финал.
Летом 2009 года Виноградов провалил допинг-тест — его проба, взятая 7 июля во внесоревновательный период, показала наличие анаболического стероида нандролона. В итоге решением исполкома Федерации лёгкой атлетики Украины он был отстранён от участия в соревнованиях до 7 сентября 2011 года.
По окончании срока дисквалификации Евгений Виноградов возобновил спортивную карьеру и продолжил принимать участие в крупнейших международных стартах. Так, в 2013 году он стал девятым в Суперлиге командного чемпионата Европы в Гейтсхеде (70,47), выступил на чемпионате мира в Москве (72,90).
В 2014 году был седьмым в Суперлиге командного чемпионата Европы в Брауншвейге (70,21), тогда как на чемпионате Европы в Цюрихе провалил все попытки и остался без результата.
В 2015 году занял третье место в личном зачёте метания молота в Суперлиге командного чемпионата Европы в Чебоксарах (75,91), выступил на чемпионате мира в Пекине (74,09), выиграл серебряную медаль на Всемирных военных играх в Мунгёне (74,77).
Выполнив олимпийский квалификационный норматив (77,00), благополучно прошёл отбор на Олимпийские игры 2016 года в Рио-де-Жанейро — на сей раз в метании молота вышел в финал и с результатом 74,14 расположился в итоговом протоколе соревнований на 11-й строке.
Завершил спортивную карьеру по окончании сезона 2017 года.